# Роччелла-Вальдемоне

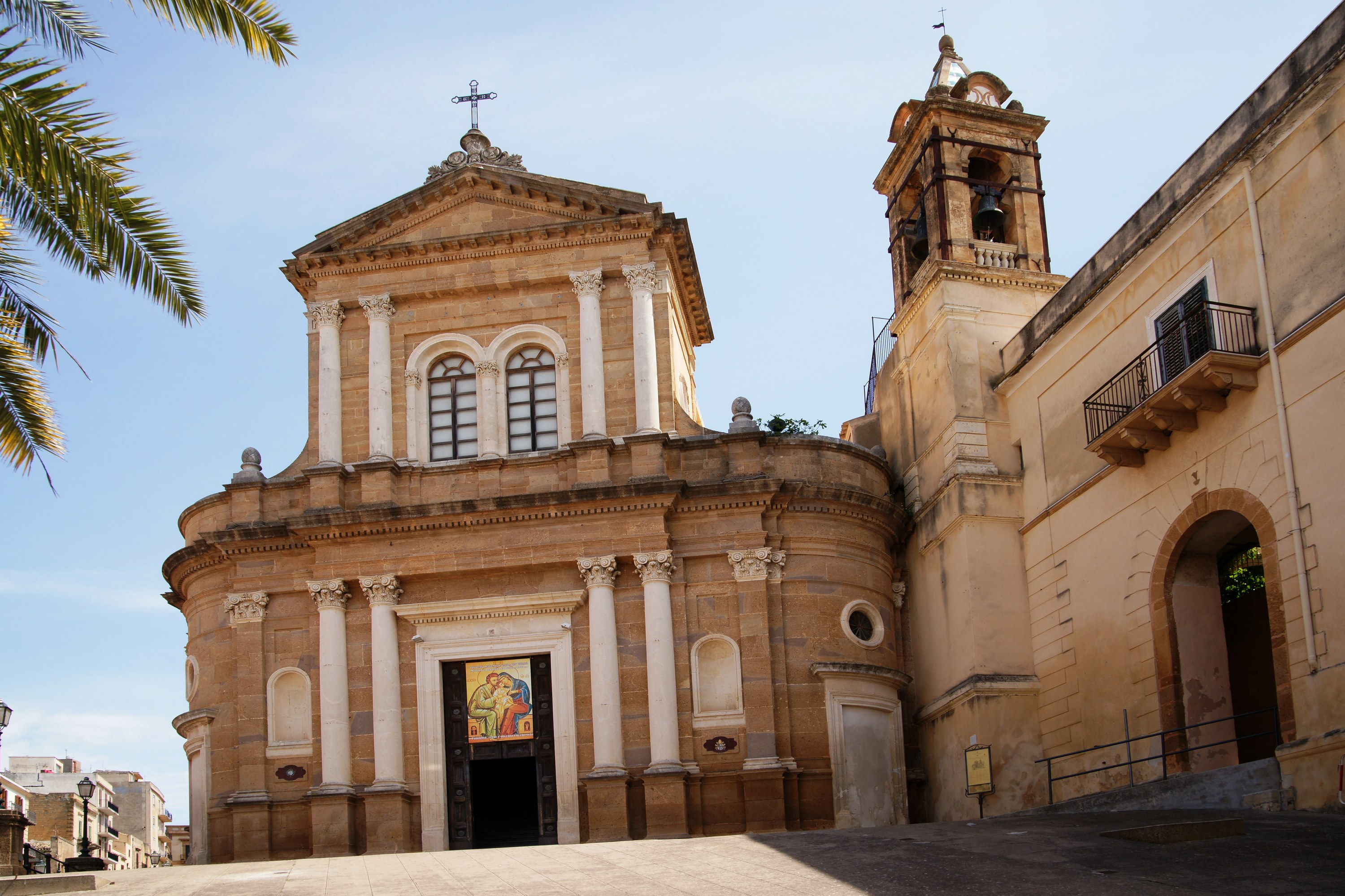
Maria Santissima dell'Udienza. Санктуарий.

Роччелла-Вальдемоне (итал. Roccella Valdemone) — коммуна в Италии, располагается в регионе Сицилия, в провинции Мессина.
Население составляет 842 человека (2008 г.), плотность населения составляет 21 чел./км². Занимает площадь 40 км². Почтовый индекс — 98030. Телефонный код — 0942.
Покровителями коммуны почитаются Пресвятая Богородица (Madonna dell'Udienza), празднование 15 августа, и святитель Николай Мирликийский, чудотворец.

## Демография
Динамика населения:

## Администрация коммуны
- Официальный сайт: http://www.comune.roccellavaldemone.me.it/